# リシン (毒物)

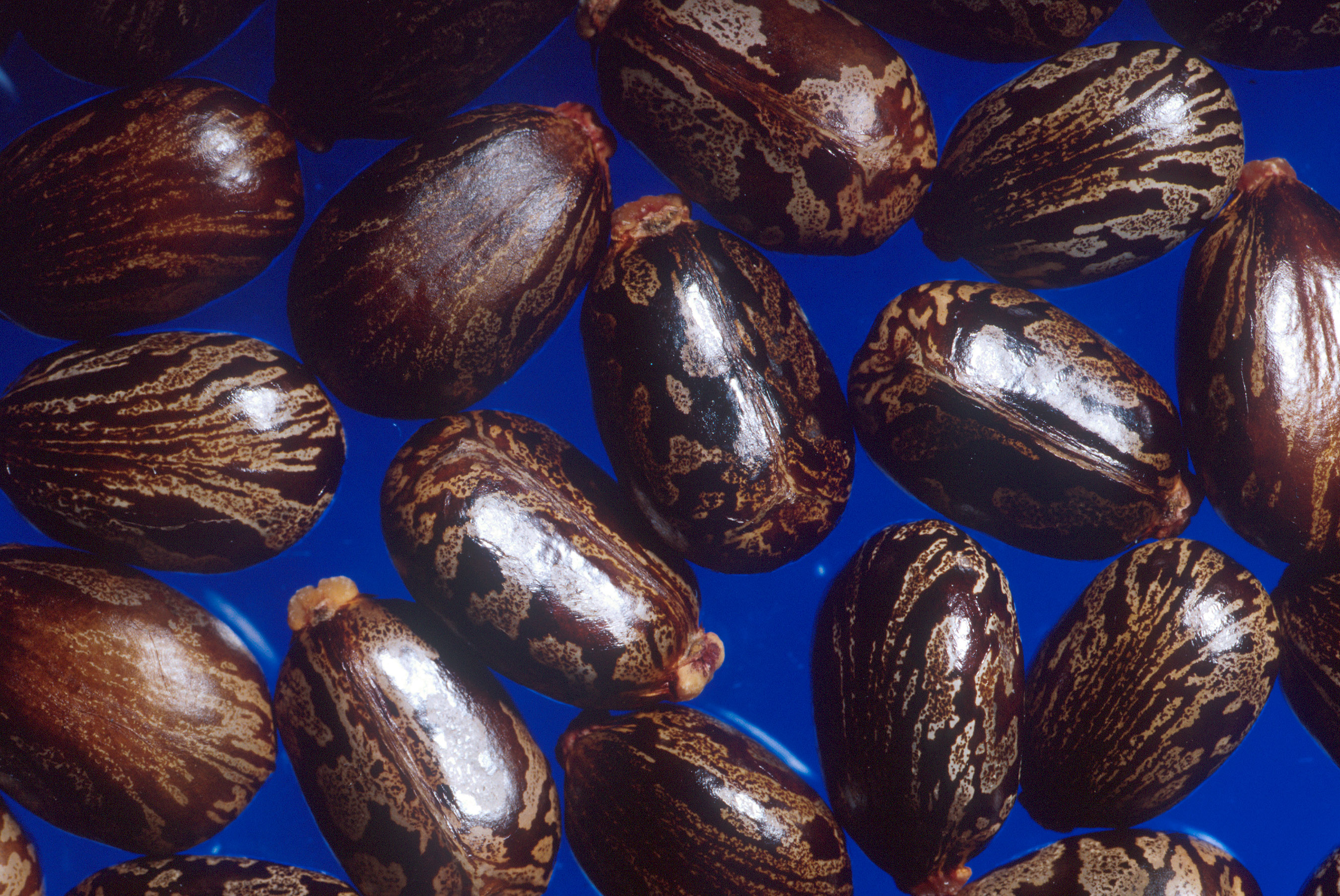
トウゴマ（ヒマ）の種子

リシン (Ricin) は、トウゴマ（ヒマ）の種子から抽出されるタンパク質である。ヒマの種子に毒性があることは古くから知られていたが、1888年にエストニアのペター・ヘルマン・スティルマルクが種子から有毒なタンパク質を分離し、リシンと名付けた。
α-アミノ酸のひとつでサプリメントとして世界で広く普及しているリシン（英: lysine）と日本語での表記と発音が同じであるが、全く異なる物質なので注意が必要である。

## 毒性
猛毒であり、人体における推定の最低致死量は体重1キログラムあたり0.03ミリグラム。毒作用は服用の10時間後程度（たんぱく質合成が停止、それが影響していくことによる仕組みのため）。リシン分子はAサブユニットとBサブユニットからなり、Bサブユニットが細胞表面のレセプターに結合してAサブユニットを細胞内に送り込む。Aサブユニットは細胞内のタンパク質合成装置リボゾームの中で重要な機能を果たす28S rRNAの中枢配列を切断する酵素として機能し、タンパク質合成を停止させることで個体の生命維持を困難にする。この作用は腸管出血性大腸菌や赤痢菌の作るベロ毒素と同じである。吸収率は低く、経口投与より非経口投与の方が毒性は強いが、その場合の致死量はデータなし。戦時中はエアロゾル化したリシンが、化学兵器として使用された事もある。また、たんぱく質としては特殊な形をしているため、胃液、膵液などによって消化されず、変性しない。

### 解毒
現在、リシンに対して実用化されている解毒剤は存在しない。ただし、米テキサス大学で2004年に開発されたワクチンの臨床試験がFDAの認可の下に行われ、2006年1月30日付の米国科学アカデミー紀要電子版において予防効果を確認したと報じられている。また、ニュー・サイエンティスト誌では2007年7月4日付で、リシン・コレラ毒素・ベロ毒素の吸収を阻害する分子構造がセントルイス・ワシントン大学医学部の研究により発見されたと報じている。

## 構造

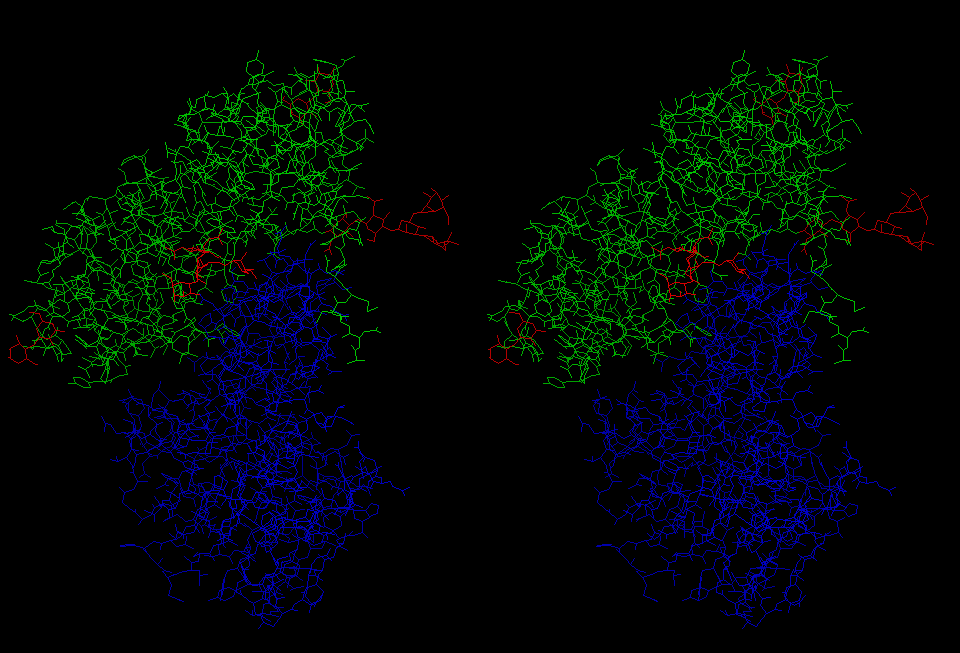
リシンの立体構造
青 = RTA鎖
緑 = RTB鎖
赤 = 糖側鎖

タンパク質としては、糖鎖を持つ糖タンパク質の一種。
Ricin A chain (RTA)
267アミノ酸残基からなるAサブユニット。この鎖はrRNA-N-グリコシラーゼ酵素としてEC.3.2.2.22に分類されており、ラットの28S rRNAのAサブユニット4324番目のN-グリコシド結合を加水分解する。
Ricin B chain (RTB)
262アミノ酸残基からなるBサブユニット。Bサブユニットは2本の -Gal-Glc の2糖残基とからなる糖鎖と、2本の -Nag-Nag-Man(-Man)-Man 5糖残基からなるオリゴ糖側鎖を持つ。
RTAの259位のシステインとRTBの4位のシステインの間に形成されるジスルフィド結合により、両鎖は結合している。

## リシンに関する事件
1978年9月7日、ロンドンでブルガリア出身の作家ゲオルギー・マルコフが倒れ、4日後に死亡した。このニュースを聞いて驚いたパリ在住のウラジミール・コストフは、何者かに傘の先端で突かれた2週間前の経験からただちに病院で検査した結果、リシンが封入された約1ミリメートルの白金-イリジウム合金の弾丸が発見された（厚着をしていたことから、体内深くまで弾丸が打ち込まれなかった）。その後、マルコフの体内からも同種の弾丸が発見され、被害者2名とも共産政権だったブルガリアからの亡命者だったことから、KGBかブルガリア秘密警察 (STB) による犯行と考えられた。リシン入りの弾丸を傘に偽装した空気銃で発射し、暗殺を謀ったのである。
2003年3月、パチンコ・スロット機メーカーユニバーサルエンターテイメントの米国関連会社元社長の岡田友生が自宅のスプリングバレー (ネバダ州)で、自作したと思われるリシンを自ら注射して自殺した。
2003年11月、ワシントンD.C.のホワイトハウス宛の手紙に封入されたリシンが検出された。その手紙はホワイトハウスから離れた郵送物を扱う施設で発見され、大事にはいたらなかった。手紙は細かい粉末状の物質を含んでおり、その後のテストによってリシンと確認された。この情報は、2004年2月3日に予備調査でアメリカ上院のビル・フリスト議員（当時の多数党院内総務）のオフィスの郵送物取扱室で同様の事件が発覚するまで、公にされなかった。この事件を受け、いくつかの上院議員のオフィスが予備措置として閉鎖されたが、健康に被害がおよんだという人物は現れていない。
2013年4月、アメリカで当時の大統領バラク・オバマ宛の手紙に混入されていたリシンを、シークレットサービスが発見した。10年前の事例同様、ホワイトハウス近くの郵便物を仕分ける施設で発見されたため、オバマの手元には届いていない。
2013年5月、ニューヨーク市で当時の市長マイケル・ブルームバーグおよび彼が支援する団体「不法な銃に反対する市長たち (Mayors Against Illegal Guns)」のもとに送られてきた手紙から、リシンが検出された。先のオバマの事件と同一犯として、2013年6月にテキサス州の女性が容疑者として逮捕された。
2015年11月、別居中の夫の焼酎にトウゴマから抽出したリシンを混ぜて殺害をもくろんだとして、殺人未遂の疑いで宇都宮市に住む妻が逮捕された。
2018年10月1日、アメリカ国防総省は、ドナルド・トランプ大統領、ジェームズ・マティス国防相、リチャードソンアメリカ海軍作戦部長あてに郵送された封筒からリシンが検出されたことを発表。リシンの検出は、配達される前段階の郵便物検査施設で判明したものであり、宛先の本人はもちろんのこと職員らに危険が及ぶことはなかった。同月3日に、元海軍軍人が逮捕され、問題となった成分はリシンそのものではなくトウゴマの実を含む成分であったことが明らかになっている。
2020年9月19日、トランプ大統領あての郵便物からリシンが検出されたことが報じられ、同月20日、容疑者のカナダ人の女が逮捕された。
2021年7月19日、同僚男性の水筒にトウゴマから抽出したリシンを入れ、水筒を使用不能にしたとして、神戸地検は加古川市在住の元会社員の女性を起訴した。